# Stadion Pomorie
Stadion Pomorie (bułg. Стадион Поморие) – stadion piłkarski w Pomorie, w Bułgarii. Obiekt może pomieścić 2000 widzów. Swoje spotkania rozgrywają na nim piłkarze klubu OFK Pomorie.
W okresie od czerwca 2005 roku do listopada 2006 roku przeprowadzono gruntowną przebudowę obiektu. Arenę wyposażono wówczas w nową, zadaszoną trybunę główną po stronie południowej, sztuczną murawę i 37-metrowe maszty oświetleniowe w narożnikach. W tym samym czasie powstawał również Grand Hotel, który wybudowano częściowo w miejscu wschodniego łuku dawnej bieżni lekkoatletycznej stadionu. Od strony północnej do stadionu przylega hala sportowa.